# Comités de Defensa de la Revolución

Logo der CDR

Die Komitees zur Verteidigung der Revolution, Abkürzung CDR (spanisch: Comités de Defensa de la Revolución), sind in Kuba auf lokaler Ebene flächendeckend existierende und agierende Nachbarschaftsorganisationen, die der Staatsregierung unterstehen. Sie sind "Auge und Ohr" der Kommunistischen Partei Kubas (PCC) und dienen dem Staat als engmaschiges Bespitzelungs- und Überwachungsnetz und gleichzeitig dazu, soziale Aufgaben wie die Nahrungsmittelverteilung in den Wohngebieten zu gewährleisten. Die CDR wurden seit dem 28. September 1960 unter dem Vorwand der Kontrolle von im Rahmen der gegen die Regierung gerichteten Sabotage- und Terrorakte zur Verteidigung der Revolution aufgebaut und haben ca. 8,5 Millionen Mitglieder (2010).
Die Mitgliedschaft ist formal freiwillig. 92,6 Prozent der kubanischen Bürger mit einem Mindesteintrittsalter von 14 Jahren sind in einem der 779.000 Komitees organisiert. Kubaner, die den CDR nicht beitreten, sind gesellschaftlich ausgegrenzt und häufig Schikanen bis hin zu harten Repressalien ausgesetzt.

## Geschichte
Bereits kurz nach der kubanischen Revolution von 1959 kam es zu verschärften innen- und außenpolitischen Spannungen mit den USA und der internen Opposition. Enteignungen, der Nichtzulassung freier Gewerkschaften und der Nichteinhaltung des Versprechens freier Wahlen einerseits entsprachen andererseits zunehmende konterrevolutionäre Aktivitäten in Kuba selbst und die Unterstützung solcher Gruppen von den USA aus durch den US-Geheimdienst CIA. Es kam zu Bomben- und Brandanschlägen gegen Zivileinrichtungen besonders in Havanna, der Hauptstadt Kubas. Diese richteten sich gegen wirtschaftlich wichtige Objekte wie Schiffe und Fabriken, aber auch gegen Kinos, Kaufhäuser und Sozialeinrichtungen, vorzugsweise zu Zeitpunkten, wenn mit großem Publikumsverkehr gerechnet werden konnte.
Mit der Gründung der CDR sollte die Bevölkerung gegen solche Anschläge geschützt werden. Außerdem entsprach die Mobilisierung der Bevölkerung für die Revolution auch dem politischen Konzept der Revolutionäre, die damit eine basisdemokratische Organisation schaffen wollten.
Der Wahlspruch der CDR lautet: „In jedem Stadtviertel Revolution!“ („En cada barrio revolución!“).
Nach der Gründung lag die Hauptaktivität der CDR in dem Wachdienst, an dem alle Cederistas (Mitglieder der CDR) teilnehmen. Die CDR-Patrouillen haben keinerlei exekutive Funktion und sind auch nicht bewaffnet. Im Fall von verdächtigen Vorkommnissen haben sie lediglich die Aufgabe, die Polizei zu verständigen.
Mit dem Nachlassen der Bombenanschläge nach der missglückten Invasion in der Schweinebucht durch Exilkubaner im Auftrag der US-Regierung verschob sich der Tätigkeitsbereich der CDR. Während der Patrouillendienst nun der Eindämmung von Kriminalität diente, kamen soziale Aufgaben hinzu:

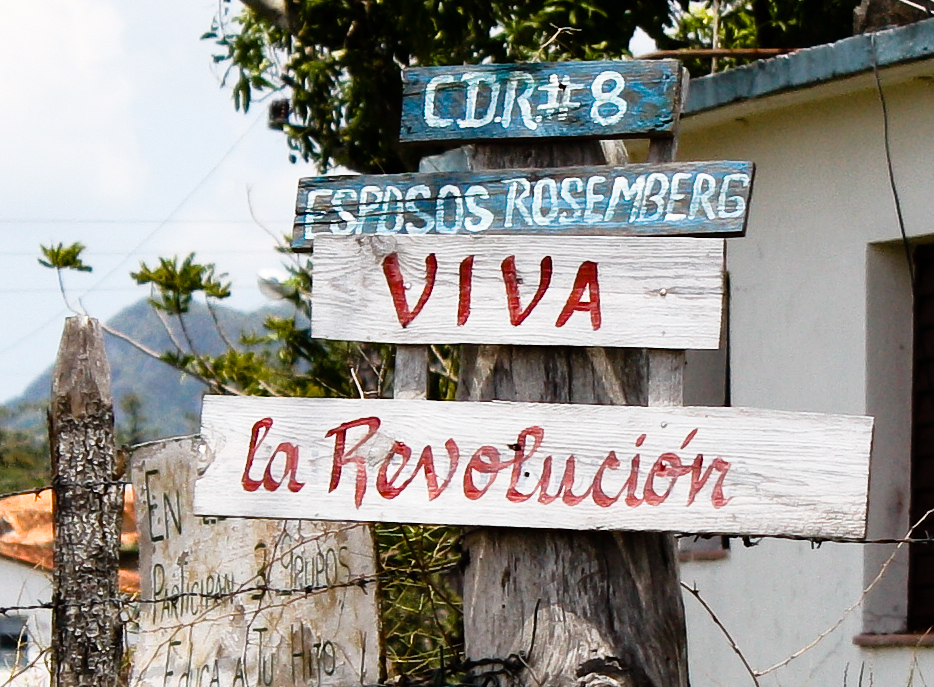
CDR-Schild in Pinar del Río, 2009

- Organisierung von flächendeckenden Impfkampagnen und Gesundheitsvorsorge (Hygiene)
- Altenfürsorge
- Nachbarschaft und das Wohnumfeld nach ökologischen Kriterien zu gestalten und zu verbessern[5][6]
- politische Diskussion von Gesetzesvorschlägen und Entscheidungsfindung
- Weiterleitung von Beschwerden der Bevölkerung an die zuständigen staatlichen Organe (z. B. defekte Wasserleitungen oder Stromausfall)
- Mobilisierung der Bevölkerung für die politischen Ziele der Revolution

Zu seltenen Gelegenheiten und innerhalb enger Grenzen ist die Organisationsstruktur der CDR auch zur Konsultation der Bürger genutzt worden. So wurden zum Beispiel Ende 2010 in ganz Kuba die von der Führung der PCC vorgestellten Leitlinien für eine neue Wirtschaftspolitik zur Diskussion gestellt und bei den CDR-Treffen (wie auch bei Versammlungen in Betrieben und Parteiausschüssen) Kommentare und Ergänzungsvorschläge gesammelt und über die verschiedenen Hierarchieebenen bis zur nationalen Führung der PCC weitergeleitet. Das so entstandene Meinungsbild wurde zwar nicht öffentlich gemacht, die Parteiführung begründete aber zahlreiche Veränderungen im Beschlussentwurf mit aus der Bevölkerung erhaltenen Hinweisen, als sie die auf dem 6. Parteitag der Kommunistischen Partei Kubas beschlossenen Leitlinien im Mai 2011 in einer kommentierten Fassung veröffentlichte. Bereits nach den Parlamentswahlen 2008 hatte die Regierung die Bevölkerung zu Verbesserungsvorschlägen auf allen Gebieten aufgefordert, die über die CDR-Struktur eingesammelt wurden – allerdings ohne dass die auf diesem Weg an die Führung herangetragenen Ideen zu konkreten politischen Initiativen geführt hätten.

## Kritik

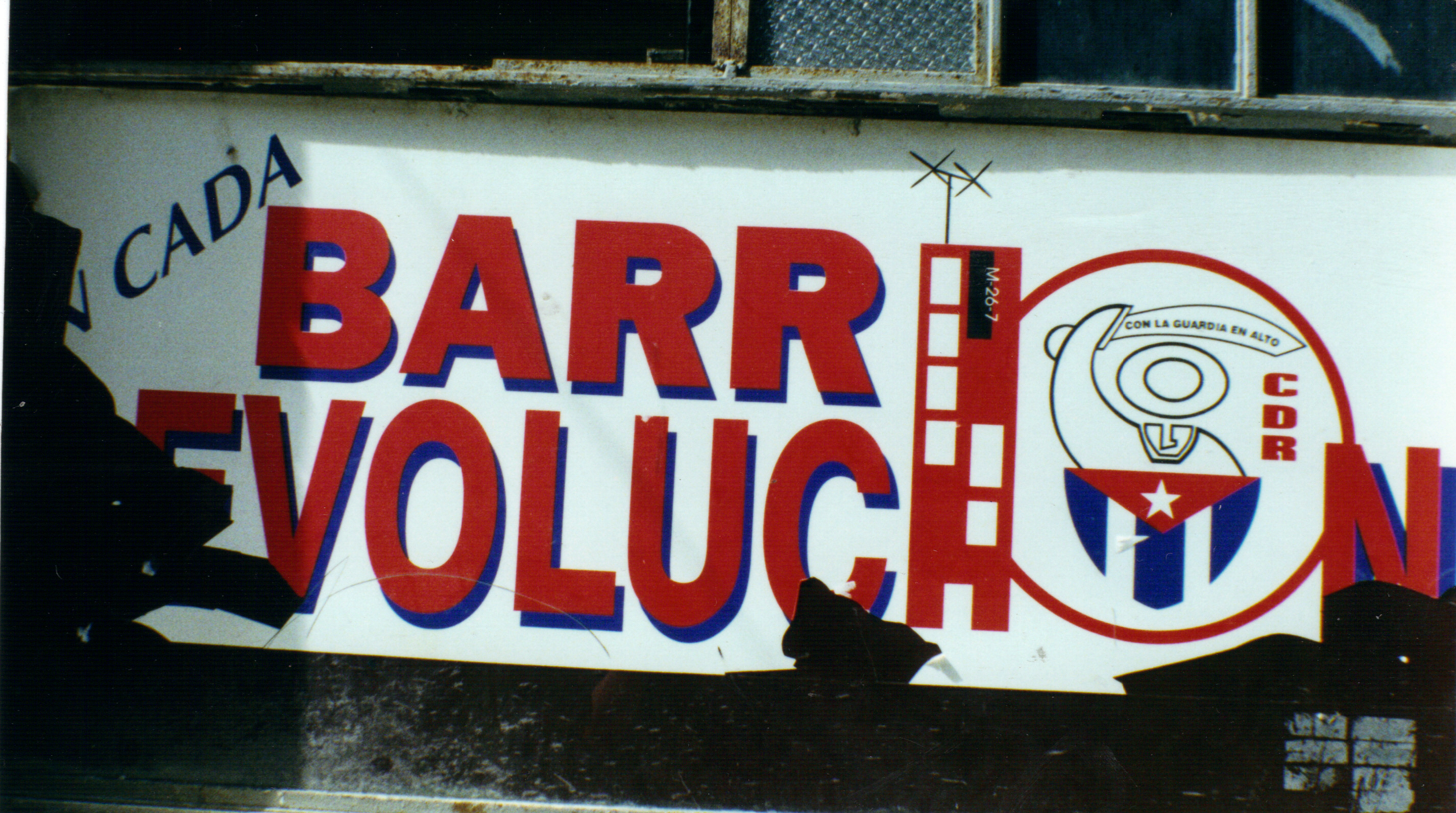
CDR-Plakat in der Altstadt von Havanna, 2002

Kritiker inner- und außerhalb Kubas werfen den CDR häufig vor, ein Spitzelsystem zu sein. Diese Auffassung wird damit belegt, dass die Polizei sich in ihren Ermittlungen bei Delikten, sowohl mit kriminellen aber auch mit politischem Hintergrund, häufig an die CDR wendet. Es heißt, die CDR (das heißt vor allem: deren jeweilige Präsidenten und Sekretäre) führten Listen über alle Bewohner des Viertels und deren Lebensgewohnheiten, organisierten „spontane“ Proteste und politische Kundgebungen, kontrollierten „freiwillige“ soziale Arbeitsleistungen und wirkten insgesamt als eine Art Blockwartesystem.
Demgegenüber verweisen die Anhänger der kubanischen Revolution auf die positive Funktion der CDR bei der Kontrolle von Verbrechen und der Förderung der Volksgesundheit und lehnen den Vergleich mit den Blockwarten faschistischer Systeme mit Entschiedenheit ab. Als zumindest faschistoid kann jedoch die Praxis der gesellschaftlichen Ausgrenzung und Ächtung Andersdenkender betrachtet werden, in die die kubanischen CDR zu verschiedenen historischen Gelegenheiten aktiv eingebunden waren. Prominentestes Beispiel sind die gewaltsamen Einschüchterungsmaßnahmen (Acto de Repudio), die sich z. B. im Zusammenhang mit der Mariel-Bootskrise 1980 im gesamten Land gegen die mehreren Zehntausend Mitbürger richteten, die ihre Ausreise ins Ausland beantragt hatten und deswegen von Staatspräsident Fidel Castro öffentlich als „Abschaum“ (escoria) und „Gewürm“ (gusanera) beschimpft wurden.
Andere revolutionäre Bewegungen haben mit unterschiedlichem Erfolg versucht, das CDR-System auf ihr Land zu übertragen, wie etwa die Sandinisten in Nicaragua (Comités de Defensa Sandinista – Sandinistische Verteidigungskomitees), Angola oder neuerdings Venezuela.